# Chytolita
Chytolita is een geslacht van vlinders van de familie spinneruilen (Erebidae), uit de onderfamilie Herminiinae.

## Soorten
- C. fulicalis Smith, 1907
- C. morbidalis Guenée, 1854
- C. petrealis Grote, 1880